# Súng lục

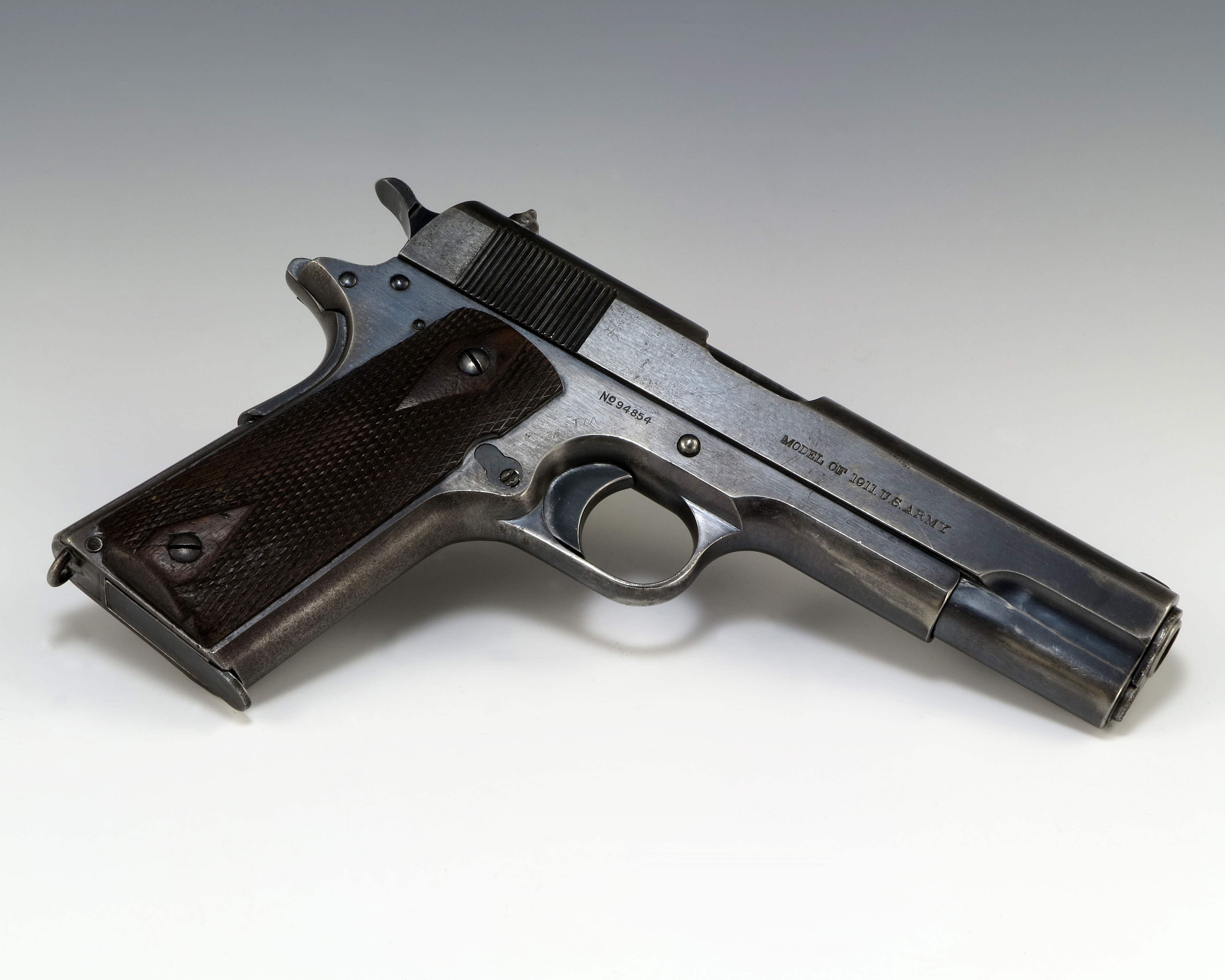
Một khẩu súng lục 'Mẫu 1911' do chính phủ Mỹ phát hành (số sê-ri: 94854) được sản xuất năm 1914

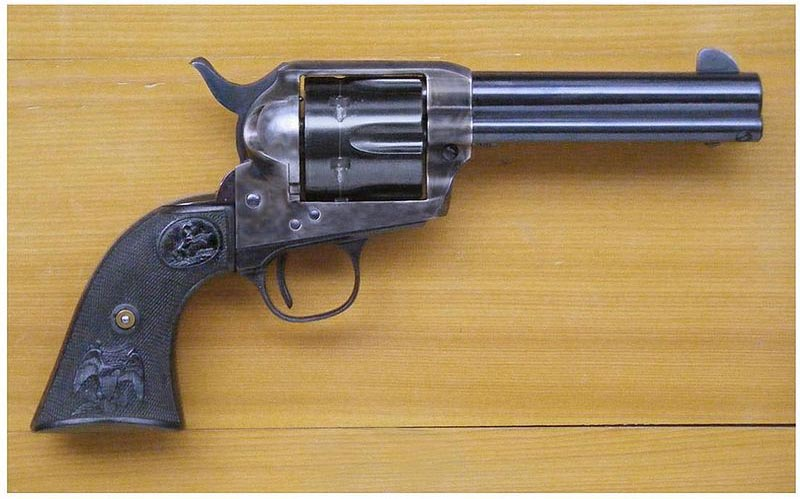
súng lục ổ xoay Colt Single Army Revolver

Súng lục (tiếng Anh: pistol) là 1 loại con của súng ngắn, những loại phổ biến nhất trong số đó hiện nay là súng ngắn bán tự động và Derringer. Từ tiếng Anh pistol đã được giới thiệu vào khoảng năm 1570, bắt nguồn từ tiếng vùng Trung Pháp pistolet (khoảng năm 1550) khi súng lục lần đầu được sản xuất tại Châu Âu. Súng lục bắn 1 lần hiện nay ít phổ biến hơn và được sử dụng chủ yếu để săn bắn, trong khi súng lục liên thanh hoàn toàn tự động rất hiếm do luật pháp và quy định nghiêm ngặt quản lý việc sản xuất và bán loại súng này.

## Lịch sử và từ nguyên

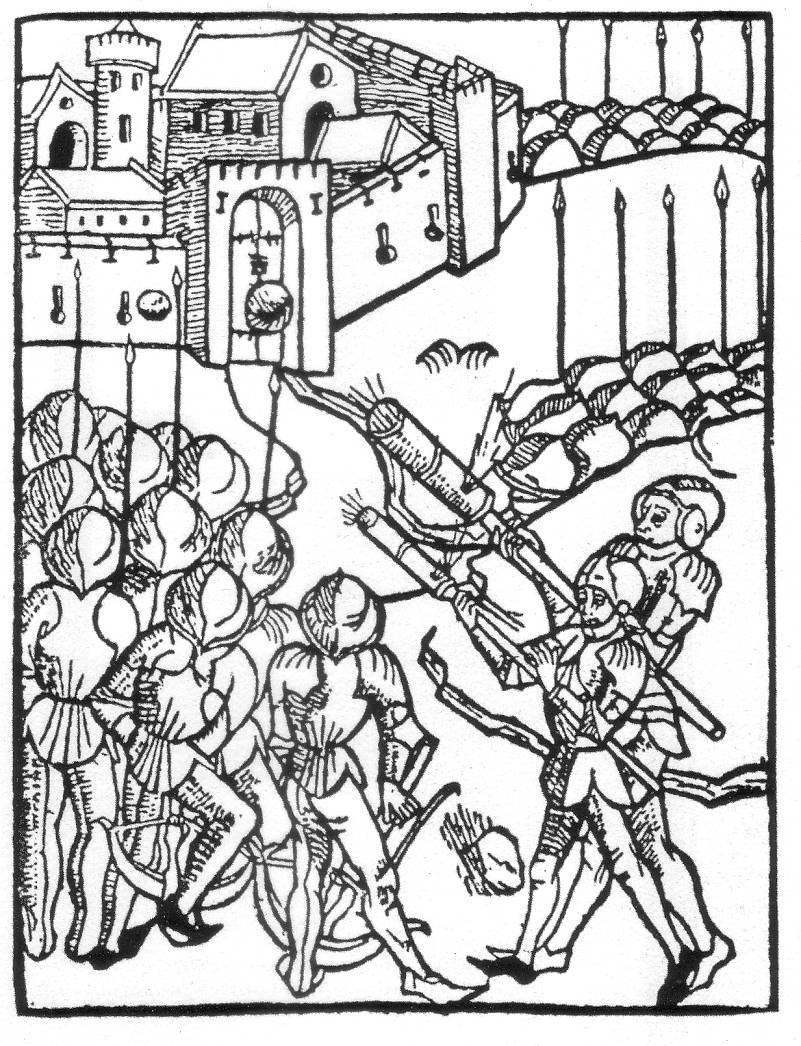
Pháo tay ở Châu Âu (Đức, khoảng 1475)

Súng lục có nguồn gốc từ thế kỷ XVI, khi súng cầm tay đầu tiên được sản xuất ở châu Âu. Từ tiếng Anh đã được giới thiệu trong ca. Năm 1570 từ pistolet - nghĩa là khẩu súng lục theo tiếng Trung Pháp (khoảng năm 1550).
Từ nguyên của từ pistolet trong tiếng Pháp đang còn tranh cãi. Nó có thể xuất phát từ tiếng Séc cho pháo tay sơ khai píšťala ("còi" hoặc "ống"), hoặc từ tiếng Ý pistolese, sau Pistoia, một thành phố nổi tiếng với Renaissance thời tạo súng, nơi súng cầm tay (được thiết kế để trở bắn từ lưng ngựa) được sản xuất lần đầu tiên vào những năm 1540.
Gợi ý đầu tiên bắt nguồn từ tiếng Séc píšťala, một loại súng thần công được sử dụng trong Chiến tranh Hussite trong những năm 1420. Từ tiếng Séc đã được thông qua trong tiếng Đức là pitschale, pitschole, petole và các biến thể của từ này.
Gợi ý thứ 2 ít có khả năng; việc sử dụng từ này như một từ chỉ định của một loại súng không được ghi nhận trước năm 1605 ở Ý, rất lâu sau khi nó được sử dụng bằng tiếng Pháp và tiếng Đức. Từ tiếng Séc được ghi chép lại từ cuộc chiến Hussite vào những năm 1420.

## Hoạt động

### Bắn 1 lần

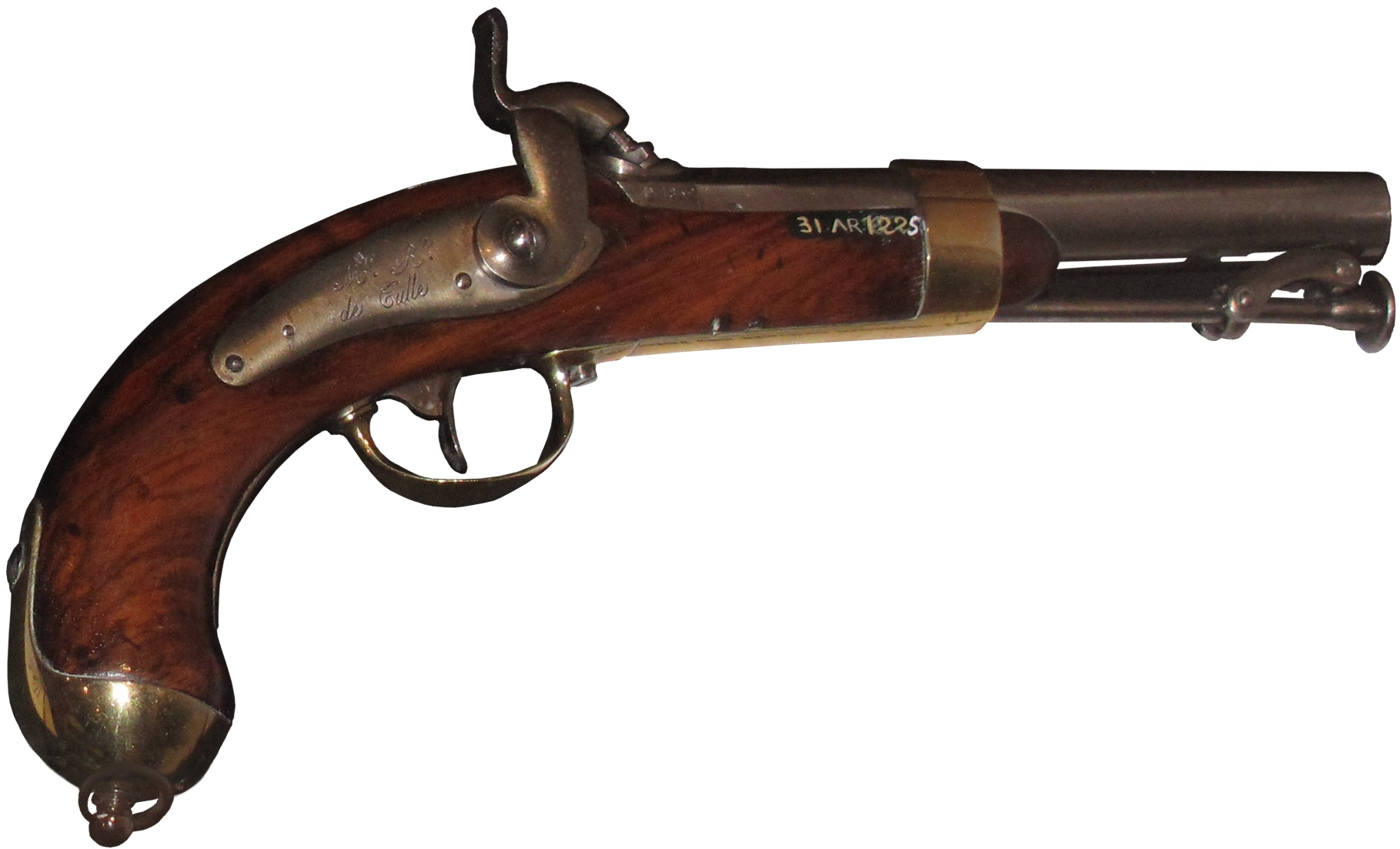
Mô hình súng lục của Hải quân Pháp 1837

Súng ngắn bắn 1 phát chủ yếu được nhìn thấy trong thời kỳ vũ khí flintlock và súng hỏa mai, nơi khẩu súng được nạp 1 quả bóng chì và bắn bởi 1 tiền đạo đá lửa, và sau đó là 1 chiếc mũ lưỡi trai. Tuy nhiên, khi công nghệ được cải thiện, súng ngắn bắn cũng được cải thiện theo. Các cơ chế hoạt động mới đã được tạo ra, và do đó, chúng vẫn được thực hiện cho đến ngày nay. Chúng là loại súng ngắn lâu đời nhất,  và thường được sử dụng để săn thú hoang dã.

### Nhiều nòng
Súng ngắn nhiều nòng, như Pepperbox, là phổ biến trong cùng thời gian với súng ngắn bắn một phát. Khi các nhà thiết kế tìm cách tăng tốc độ bắn, nhiều nòng súng đã được thêm vào tất cả các loại súng kể cả súng lục. Một ví dụ về súng ngắn nhiều nòng là súng ngắn chân Vịt, thường có 4 hoặc 8 nòng, mặc dù một số mẫu thế kỷ XX có 3 nòng.

### Súng ngắn Harmonica
Khoảng năm 1850, súng lục như Jarre súng harmonica được sản xuất mà đã có 1 hộp chứa đạn trượt. Hộp chứa đạn này chứa hộp đạn pinfire hoặc bộ tăng tốc. Hộp đạn cần phải được di chuyển thủ công trong nhiều thiết kế, do đó phân biệt chúng với súng ngắn bán tự động.

### Súng lục ổ quay

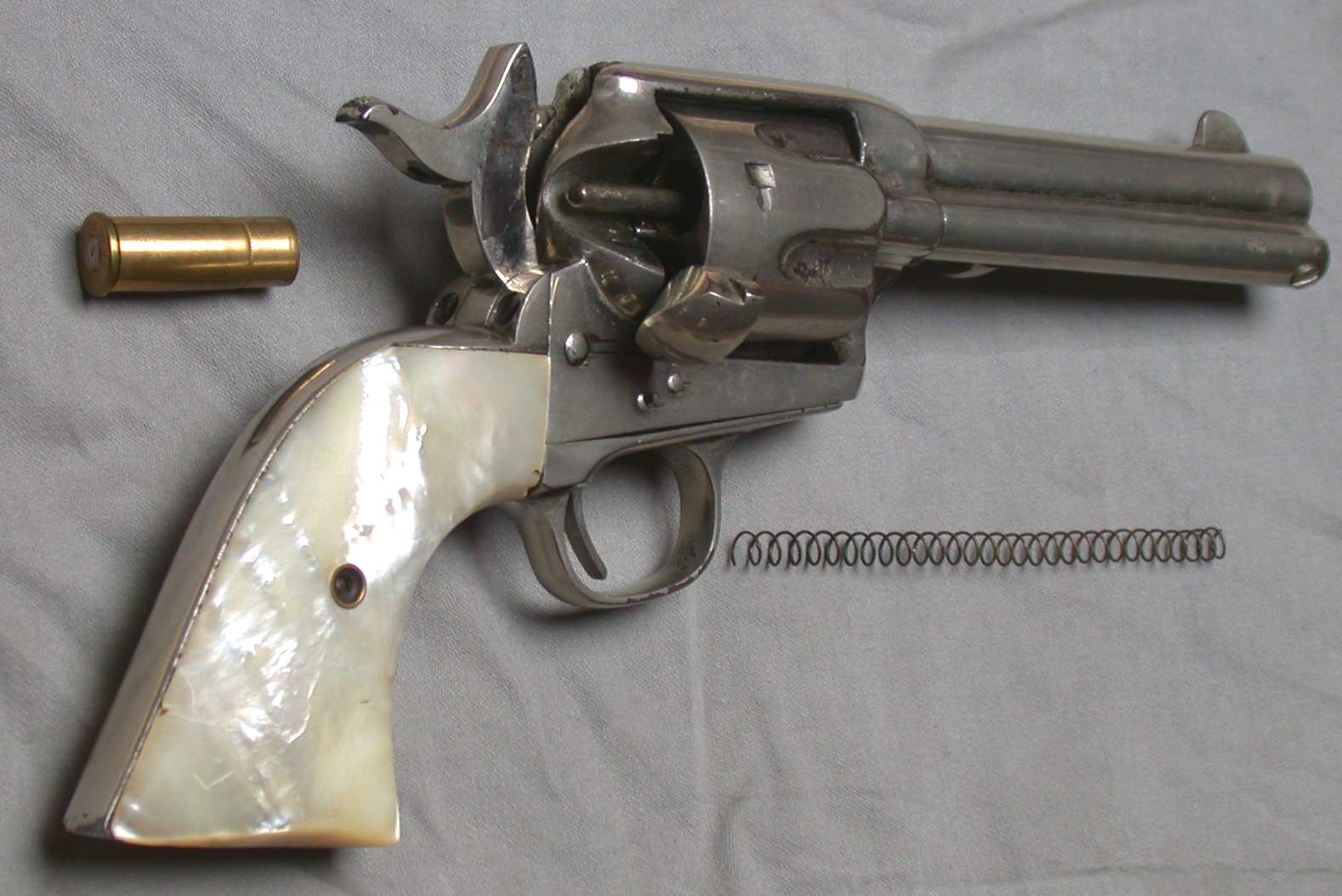
Colt Model 1873 Single-Action "Súng lục ổ xoay vòng kim loại mô hình mới"

Với sự phát triển của súng lục ổ quay trong thế kỷ XIX, các tay súng cuối cùng đã đạt được mục tiêu về khả năng thực tế trong việc cho phép nạp đạn nhiều lần cho 1 nòng súng liên tiếp. Súng lục ổ quay nạp đạn thông qua vòng quay của xi lanh chứa đầy đạn, trong đó mỗi hộp đạn được chứa trong buồng đánh lửa riêng và được liên tục đưa vào nòng súng bằng cơ chế lập chỉ mục được liên kết với cò súng (tác động kép) hoặc búa của nó (hành động đơn). Các buồng hình trụ danh nghĩa này, thường được đánh số từ 5 - 8 tùy thuộc vào kích thước của súng lục ổ quay và kích thước của hộp mực được bắn, được khoan qua hình trụ để trục của chúng song song với trục quay của hình trụ; do đó, khi hình trụ quay, các buồng chứa đạn quay quanh trục của hình trụ.

### Súng dùng đòn bẩy
Súng lục dùng đòn bẩy là rất hiếm. Đáng chú ý nhất trong số đó là súng lục Volcanic.

### Bán tự động

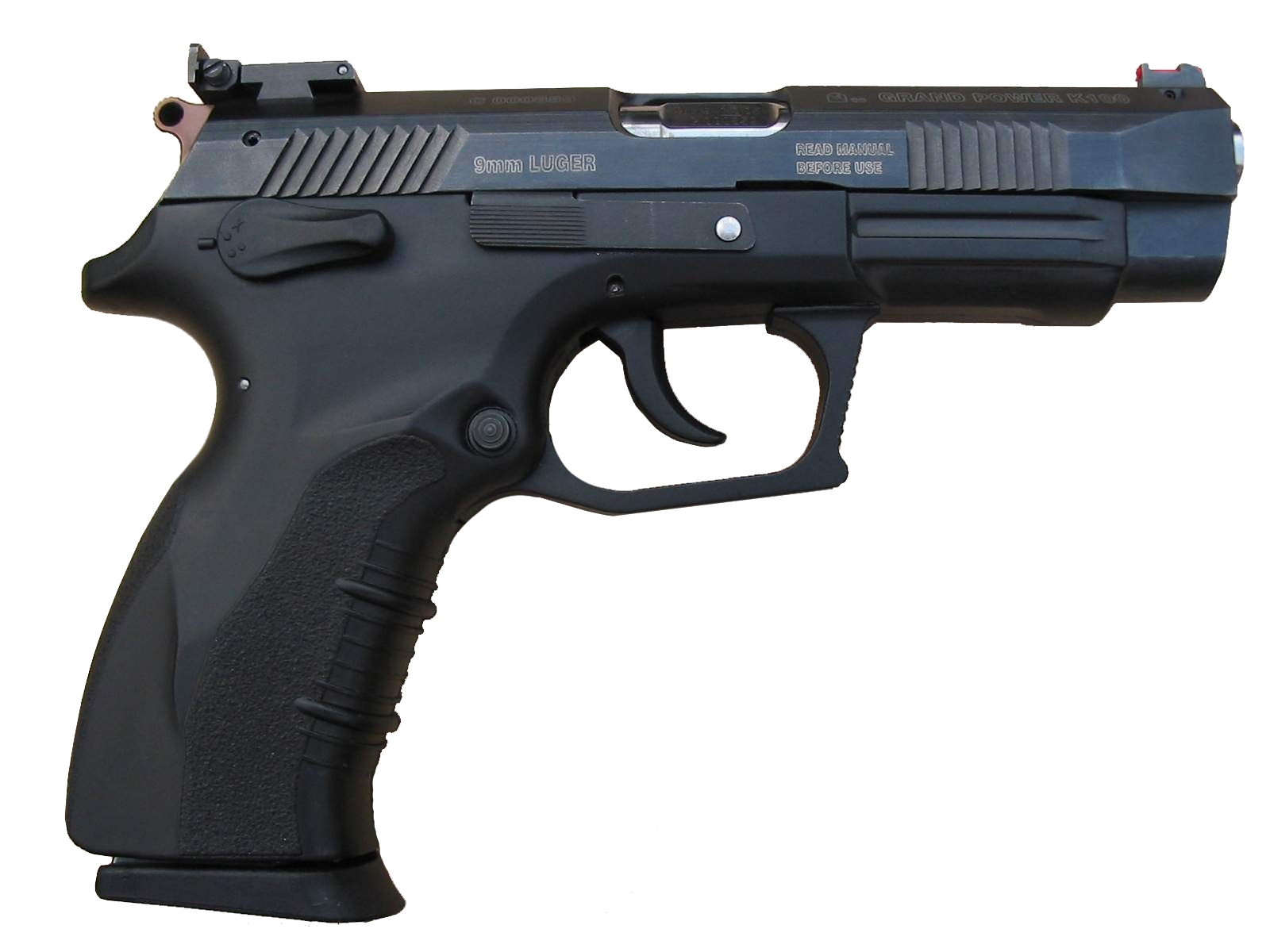
Súng ngắn bán tự động Grand Power K100 Target được sản xuất tại Slovakia

Súng lục bán tự động là bước tiếp theo trong quá trình phát triển súng lục. Bằng cách tránh nhiều buồng, súng ngắn cần nạp lại súng ngắn bán tự động, cung cấp tốc độ bắn nhanh hơn và chỉ cần vài giây để nạp lại (tùy thuộc vào kỹ năng của người bắn). Trong bán tự động kiểu thổi ngược, lực giật lại được sử dụng để đẩy trượt trở lại và đẩy vỏ (nếu có) để lò xo có thể đẩy một vòng khác lên; sau đó khi slide trở lại, nó sẽ quay vòng. Một ví dụ về súng ngắn bán tự động hiện đại thổi ngược là Walther PPK. Súng ngắn thổi ngược là một số súng ngắn được thiết kế đơn giản hơn. Nhiều khẩu súng ngắn bán tự động ngày nay hoạt động bằng cách sử dụng độ giật ngắn. Thiết kế này thường được kết hợp với báng súng nghiêng loại Browning.